# L·L
La ela geminada ⟨l·l⟩ és un «grup de lletres modificat» del català que representa el so (sempre intervocàlic) de la ela doble o ela prolongada, pronunciat en dues síl·labes diferents —en realitat, es tracta de dos sons [ɫ.ɫ], que en AFI també es poden representar com a [ɫː]. El signe ⟨l·l⟩ també es fa servir en belsetà, una varietat dialectal de l'aragonès. Es representa amb dues eles amb un punt volat al mig.

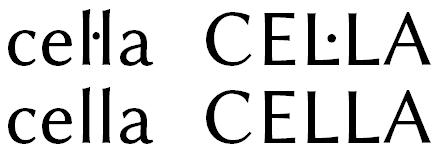
Ús de la ela geminada

## Funció i naturalesa
L'ús del punt volat (també anomenat punt alçat) té com a finalitat diferenciar aquest grup de lletres respecte del dígraf ⟨ll⟩, que representa el fonema lateral palatal /ʎ/. Acompleix, per tant, una funció diacrítica. Tot i que a vegades el signe ⟨l·l⟩ ha estat qualificat de dígraf, en rigor no ho és, perquè aquest grup de lletres no representa un sol fonema, sinó dos d'heterosil·làbics (per bé que iguals). D'aquí que l'esborrany de la nova gramàtica normativa de l'IEC digui que és un «grup de lletres modificat» i no l'inclogui en la llista de dígrafs del català.

## Ús
La ela geminada es troba, sobretot, en mots cultes (presos directament del llatí o del grec) que ja tenien doble ela (com, per exemple, al·licient, cèl·lula, col·laborar, col·lecció, col·loqui, excel·lent, il·legal, il·lusió, il·lustre, intel·ligent, medul·la, mil·límetre, sol·licitar, etc.). En la major part dels casos, hom pronuncia col·loquialment aquests mots amb l simple, perquè han entrat modernament en el llenguatge corrent per via de l'escola castellana, i en castellà el grup s'ha simplificat; però en els pocs casos en què el cultisme ha arribat al poble en català (com en cel·la, col·legi, col·locar o destil·lar), es conserva la pronúncia genuïna amb ela geminada o prolongada, especialment en el català balear, on aquesta seqüència es manté prou forta (com es pot sentir, per exemple, en el mot al·lot o en l'ús del sufix diminutiu -el·lo i variants) i on s'anomena parlar bleda el fet de deixar de pronunciar-la (a banda del defecte consistent a no velaritzar la ela). Les secessionistes Normes del Puig rebutgen la grafia ⟨l·l⟩, tot i que no és cert que en valencià no es pronunciï la ela geminada o, almenys, no manco que en el català oriental central. En català septentrional s'ou en mots com tranquil·la.
Les dues eles pertanyen a dues síl·labes diferents i, en cas d'haver-se de dividir un mot en dues ratlles diferents, el guionet es posa en substitució del punt volat o alçat.
Com tots els diacrítics, no es fa cabal del punt volat de la ela geminada en ordenar alfabèticament un mot. En cas de coincidència amb un mot de grafia similar, té preferència el mot amb ll. Per exemple cella s'ordena abans de cel·la.
D'acord amb la normativa ortogràfica, es pot dir, orientativament, que s'escriu ⟨l·l⟩ en els casos següents:
1. Quan a un radical començat per l s'adjunta algun dels prefixos següents:
  - al- (variant de a- no verbalitzador ni negatiu): al·literació, al·lusió
  - col- (var. de con-): col·lateral, col·lineal
  - il- (var. de in-): il·limitat, il·lògic
  - sil- (var. de sin-): síl·laba, sil·lepsi, sil·logisme
2. En els formants cultes següents:
  - al·lo- ‘altre’: al·lomorf, al·lòpata, al·lòtrop
  - cal·li- ‘bell': cal·ligrafia, cal·ligrama
  - gal·l(o)- ‘de la Gàl·lia’: gal·licisme, gal·loromà
  - fil·l(o)- ‘fulla’: fil·lòfag, fil·loxera, clorofil·la
  - mil·l(i)- ‘mil': mil·lenari, mil·lèsim (però milè, miler, milenar)
3. En general, en derivats cultes de radicals acabats en -ll: 
  - al·liaci (cf. all), axil·la (cf. aixella), capil·lar (cf. cabell), cristal·lí (cf. cristall), gal·linaci (cf. gall), lul·lià (cf. Llull), metàl·lic (cf. metall), sigil·lar (cf. segell). Emperò, s'escriu l en casos com anular (cf. anell), consiliari (cf. consell), filial (cf. fill), foli (cf. full).
4. En alguns mots derivats de radicals acabats en -l: 
  - argil·lífer (cf. argila), caramel·litzar (cf. caramel), constel·lació (cf. estel), nul·la (cf. nul)
5. En general, en les terminacions següents:
  - -el·la(r): aquarel·la, caravel·la, carretel·la, franel·la, mortadel·la, novel·la, parcel·la, passarel·la, varicel·la; apel·lar, cancel·lar, debel·lar, flagel·lar; Marcel·la. Emperò, s'escriu l en el sufix col·lectiu -ela (clientela, parentela) i en mots com biela, candela, cautela, esquela, estela, gasela, mistela, mostela, pamela, sarsuela, seqüela, tutela; arrelar, gelar, pelar, velar
  - -il·la(r): goril·la, pupil·la, sibil·la, til·la; mamil·lar, maxil·lar, papil·lar; cavil·lar, destil·lar, oscil·lar, titil·lar, vacil·lar; Priscil·la. Emperò, s'escriu l en el formant -fil ‘amic’ (bibliòfila, cinèfila) i en mots com anguila, argila, barrila, fila, lila, pila, tequila, vila ‘poble’ (cf. vil·la ‘casa’), Camila; anihilar, espavilar, jubilar, mutilar, ventilar, vigilar
  - -el·lo: borratxel·lo, xarel·lo, xitxarel·lo (però pomelo)
6. En els noms propis i topònims següents: Al·là, Apel·les, Apol·lo, Apol·linar, Apol·loni, Aquil·les, Avel·lí, Avel·lina, Brussel·les, Cal·límac, Cal·líope, Camil·la, Caracal·la, Ciril·la, Columel·la, Compostel·la, Dolabel·la, Domitil·la, Escil·la, Fal·lopi, Gal·la, Gàl·lies, Gal·liè, Gal·lípoli, Il·líria, Marcel·la, Marcel·lí, Mortadel·lo, Mosel·la, Priscil·la, Priscil·lià, Sal·lusti, Tertul·lià i Tul·li.

Finalment, cal dir que, en català, la seqüència fònica [ɫ.ɫ] no és exclusiva del grup de lletres ⟨l·l⟩, sinó que també s'han de pronunciar així (ço és, amb assimilació) els mots de caràcter patrimonial amb ⟨tl⟩, com ametla, batle, bitla, bitlo-bitlo, espatla, guatla, guàtlera, motle, rotlana, rotle, rutla, vetlar, etc. —es tracta, en general, de mots propis dels parlars balears i valencians—; en català central se solen escriure amb ⟨tll⟩ els ètims llatins dels quals tenien D'L, G(I)L, J'L o T'L. En canvi, en els mots cultes (presos directament de mots que ja en llatí o grec tenien ⟨tl⟩), hom recomana de pronunciar-los, en registres formals, amb [d.ɫ]: atlàntic, Atlàntida, atles, atleta, etc. Entre mots en contacte (p. ex.: xicot letó), o entre els radicals d'un mot compost, la pronúncia amb assimilació o sense varia segons la rapiditat del discurs o el registre emprat.

## Història
En català antic s'utilitzava la grafia ⟨ll⟩ per a representar els sons de ela geminada, igual que en llatí. Posteriorment, el fonema lateral palatal /ʎ/, que no existia en llatí, va passar a representar-se també amb ⟨ll⟩. Davant aquesta confusió, alguns optaren per separar gràficament les eles de la ela doble mitjançant l'ús del guionet. En la llengua parlada, la interferència del castellà (que molt sovint simplifica els grups consonàntics) va iniciar una tendència (que encara avui continua) a canviar la ela geminada en ela simple, simplificació que alguns escriptors i gramàtics traslladaren, fins i tot, a la llengua escrita —si bé és cert que alguns ho feren, simplement, pel rebuig a emprar el guionet per a separar les dues eles.
En la moderna codificació ortogràfica, l'Institut d'Estudis Catalans va decidir que era convenient restablir la doble ela etimològica, perquè es corresponia amb la pronúncia més genuïna i, demés, facilitava la intercomprensió d'un idioma a un altre (inclòs l'anglès, llengua tècnica moderna per excel·lència) en el cas dels texts científics. En conseqüència, calia representar de manera diferent la ela geminada de la ela palatal (perquè, si no, hom podria cometre l'error de lectura consistent a pronunciar amb /ʎ/ mots que s'han de pronunciar amb ela prolongada). Pompeu Fabra va rebutjar la grafia ⟨l-l⟩, amb guionet, perquè aquest signe donava al mot l'aparença de mot compost. Mossèn Antoni M. Alcover s'hi mostrà d'acord i proposà al Ple de l'IEC la grafia ⟨l·l⟩, amb el punt volat com a marca diacrítica, que tenia una certa extensió d'ús a començaments del segle XX i, a Mallorca, ja en el segle xix. I, així, segons la norma 7 de les Normes ortogràfiques de 1913, «mentre no es convingui a representar la l palatal altrament que amb el símbol ll, la l doble serà escrita intercalant un punt alçat entre les dues l».
Aquesta norma, en principi provisional (atès que, d'entrada, com en llatí, ⟨ll⟩ seria el símbol més adequat per a la representació de la doble ela etimològica, mentre que caldria trobar un altre símbol per a representar /ʎ/), va esdevenir definitiva, car mai no es va convenir a representrar /ʎ/ amb una grafia distinta de ⟨ll⟩ (i això que aquest dígraf és considerat, per alguns, de certa influència castellana), com haurien pogut esser ⟨ł⟩ i ⟨ył⟩ (com havia proposat Fabra inicialment; si bé, en aquell moment, aqueixes grafies eren tipogràficament complicades), o bé ⟨yl⟩ (que, invertint-ne les lletres, seria ⟨ly⟩, paral·lel a ⟨ny⟩, com proposava Melcior Cases el 1903) o, fins i tot, ⟨lh⟩ (com en occità i en portuguès). El canvi no es feu, entre altres raons, perquè hauria topat amb molta oposició (pensem, per exemple, en tots els noms propis que, com Llucmajor, Llúcia o Lledó, comencen per ⟨ll⟩ i que haurien hagut de canviar de grafia) i perquè, tanmateix, la inèrcia de l'escola en castellà hauria forçat la lectura amb /ʎ/ dels mots escrits amb ⟨ll⟩ etimològica.

## Tipografia
Segons Pompeu Fabra, «les dues l que representen una l doble han d'anar ben juntes, gairebé tant com les dues l que componen la ll». Fabra propugnava l'ús d'una sola peça tipogràfica per a compondre els tres signes, perquè fent-ho amb tres peces la distància entre les dues l resulta massa gran. En la dècada del 1920, ja s'incloïa la ela geminada d'una sola peça en les matrius tipogràfiques.
Alguns fabricants de màquines d'escriure, com ara Olivetti, van incloure al teclat una tecla, ⟨·l⟩ o ⟨l·⟩, que permetia, juntament amb una ela estàndard addicional, d'aproximar-se als requisits tipogràfics de Fabra per a escriure la ela geminada.

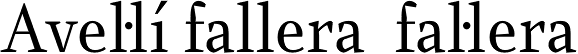
Aspecte de la ela geminada respectuós amb la norma tipogràfica. Família tipogràfica Farrerons Serif.

Força tipografies digitals incompleixen els requisits tipogràfics de la ela geminada. Del seu ús s'obtenen textos en què el ritme entre espais i mots es veu alterat per l'excessiu espai entre les eles de la ela geminada.
Algunes famílies tipogràfiques digitals, però, són específicament respectuoses amb els requisits de la ela geminada. En són un exemple la família Farrerons Serif, de Josep Patau i Linux Libertine G, de Németh László.

## Codificació i ús en l'àmbit informàtic
El 1985, en l'àmbit de les màquines d'escriure elèctriques, va tenir lloc la primera homologació de teclats on s'incloïa una tecla directa amb l'anomenada ela geminada escapçada (una sola ela seguida d'un punt volat), per a poder compondre la ela geminada amb dos caràcters picats en dues pulsacions (ela escapçada i ela). En la mateixa homologació, es descrivia la introducció de la ela geminada de tres caràcters, mitjançant un punt alçat que no requerís ser manipular amb el carro. Per al punt volat s'utilitza el caràcter · (amb el codi U+00B7, representat &#183; o &middot; en HTML). És incorrecte l'ús d'altres caràcters separadors, com el caràcter • (amb el codi U+2022, representat &#8226; o &bull; en HTML), perquè és considerat poc estètic i està reservat a la funció de separador de llistes, o bé un punt (⟨l.l⟩) o un guionet (⟨l-l⟩), sovint usats en substitució quan la tipografia no permet el punt volat.
El 1991, el consorci Unicode va homologar la ela geminada escapçada, anomenada Ldot (Latin capital letter L with middle dot) i ldot (Latin small letter l with middle dot), amb els codis U+013F i U+0140 (en HTML, &#319; i &#320;): Ŀ i ŀ. Emperò, la ela geminada escapçada fou derogada el 1993 arran de l'homologació amb les normatives europees. A partir de la versió 5 d'Unicode, es manté la ela geminada escapçada per compatibilitat amb ISO/IEC 6937 (definit en els codis ASCII estès 241 i 237), però indicant que la representació preferent és amb una ela seguida d'un punt volat.
En la pràctica, la ela geminada escapçada no ha tingut cap incidència en els teclats d'ordinador, car en l'àmbit informàtic la ela geminada se sol compondre amb tres caràcters (picats en quatre pulsacions en un teclat QWERTY espanyol): L, punt volat (⇧ Maj+3) i L. Amb tot, el resultat habitual és un espaiat que no es correspon amb la tipografia recomanada per Fabra. Alguns tipògrafs fan ús de funcions avançades de la tipografia digital de manera que l'aspecte visual de la seqüència «ela, punt volat, ela» segueixi les recomanacions de Pompeu Fabra.
El 2005, es va aprovar la creació del domini .cat. En aquest domini, es permet el registre de noms amb un punt volat per a fer la ela geminada amb tres caràcters. En registrar un domini amb ela geminada (⟨l·l⟩), el domini .cat ofereix gratuïtament un domini addicional alternatiu on el punt volat és substituït per un guionet (⟨l-l⟩).
El 2007, es va habilitar la seqüència ⟨l·l⟩ al domini .es, juntament amb les vocals accentuades, la ç i la ñ.
El desembre de l'any 2009 el domini .eu habilità els caràcters fora de l'ASCII dels alfabets llatí, ciríl·lic i grec. Des d'aleshores, és possible registrar dominis .eu amb la seqüència ⟨l·⟩ (ela seguida de punt volat) gràcies a la compatibilitat amb el caràcter ŀ (caràcter U+0140 d'Unicode).
L'any 2015 Twitter habilità l'ús del punt volat en les etiquetes dels missatges d'aquesta xarxa social.

## La l·l en altres alfabets
El signe de la ela geminada és exclusiu del català escrit, però pot ser necessari representar-lo en altres alfabets o llenguatges. Per exemple en la llengua de signes o en l'alfabet braille.
- En llengua de signes catalana, la ela geminada es fa amb una seqüència de 3 signes, corresponents als signes de la L, el punt i la L.[20]
- En alfabet braille català, la ela geminada es fa amb 3 caixetins, corresponents a dues eles (caixetins 123 ⠇) separats per un caixetí 5 ⠐. És a dir: ⠇⠐⠇[21]
- L'alfabet Morse no té cap codi específic per a la ⟨l·l⟩, tampoc per al punt volat. L'alternativa és emprar el codi de la L, el punt i la L:[22].-.. .-.-.- .-..
- En l'aragonès belsetà

## Curiositats
- El joc lingüístic Scrabble té una fitxa exclusiva per a la ela geminada, amb un valor facial de 10 punts. No es pot jugar amb dues fitxes L.

- El mot més breu amb ela geminada és al·lè, un hidrocarbur.[23] El Gran Diccionari de la llengua catalana també inclou ol·li, un truc per a elevar una planxa de neu o un monopatí.[24]

- La sola paraula que combina la Ç i la l·l és el mot fal·laç (i alguns dels seus derivats).[25]

- Podem trobar diversos mots amb doble ela geminada en diferents diccionaris. El mots al·lotel·lo (noiet, xiquet, minyonet), bal·liqui-bal·loqui (pronunciació balear de 'barliqui-barloqui' cf. pal·lar<parlar),, tal·laral·là, tal·larel·la, tal·lí-tal·lena, tal·lot-tal·lera, tol·lo-tol·lo i tral·là-tral·lera tenen entrada pròpia al diccionari Alcover-Moll. El mot col·legiel·lo apareix en l'entrada col·legi del mateix diccionari.[25] Els mots al·lopol·len, cristal·lofíl·lic i gal·lionel·la tenen entrada pròpia en la versió web del GDLC.[26][27][28] També podem trobar els mots tal·là-tal·lera i tol·le-tol·le en el DIEC2 i altres diccionaris.
- La diada de Sant Jordi de l'any 2015 s'inicià la comercialització d'un paquet que, mitjançant uns adhesius i un programa, permet d'adaptar el teclat de l'ordinador. En aqueix teclat modificat, la «l·l» té una tecla pròpia, situada entre la tecla ⇧ Maj esquerra i la tecla Z.[29]

## Paronímies
Atesa la grafia i la pronúncia de la ela geminada, podem trobar tres tipus de paronímies.
1. Segons la pronúncia, parònims «l·l»/«L». En aquests casos, poden arribar a ser homòfons.
  - afil·le/afil·la (privat/-da de fulles) i afile/afila (del verb afilar)
  - al·lè (hidrocarbur) i alè
  - al·legant (gerundi del verb al·legar) i elegant
  - al·locució i elocució
  - al·ludir i eludir
  - anul·lar (verb) i anular (amb forma d'anell)
  - cal·la (planta) i cala
  - cel·la i cela (del verb celar)
  - col·lador (qui podia fer col·lacions) i colador (sedàs o estri per a colar)
  - col·lar (donar col·lació) i colar
  - gal·la (de la Gàl·lia), també Gal·la, i gala (ostentació)
  - Pal·les i pales (plural de pala)
  - Tertul·lià i tertulià (assistent a una tertúlia)
  - vil·la (casa) i vila (poble)
2. Segons la grafia, parònims «l·l»/«LL». En aquests casos la pronúncia és diferent.
  - afil·le/afil·la (privat/-da de fulles) i afille/afilla (del verb afillar)
  - apel·lar i apellar
  - armil·lar i armillar
  - cal·la (planta) i calla (del verb callar)
  - camamil·la i camamilla
  - cal·losa (terme botànic) i callosa (femení de callós)
  - castel·là/-ana i castellà/-ana
  - cel·la i cella
  - col·lador (qui podia colar) i collador (estri per a collar)
  - col·lar (donar col·lació) i collar
  - estel·lar i estellar
  - fal·lera i fallera
  - fontanel·la i fontanella
  - gal·linaci i gallinaci
  - il·legibilitat i illegibilitat
  - mul·là i mullà (del verb mullar)
  - novel·la i novella
  - pal·la (impala) i palla
  - Pal·les i palles (plural de palla)
  - pastorel·la i pastorella
  - pol·len i pollen (del verb pollar-se)
  - prunel·la i prunella
  - ral·li i ralli (del verb rallar)
  - revel·lir i revellir
  - Sul·la i sulla
3. Segons la grafia, parònims «l·l»/«L-L». En aquests casos, poden arribar a ser homòfons.
  - col·la (del verb col·lar, donar col·lació) i col-la (forma imperativa del verb coldre seguida del pronom femení la)